# Баскаков, Павел Игоревич
Па́вел И́горевич Баска́ков (бел. Павел Ігаравіч Баскакаў; род. 28 ноября 1991, Минск) — белорусский футболист, полузащитник пинской «Волны».

## Карьера
Воспитанник минской футбольной школы «Фортуна», позже попал в состав борисовского БАТЭ, где играл за дубль. Сезон 2010 провёл в аренде в слонимском «Коммунальнике», а в следующем году дебютировал в высшей лиге в составе «Витебска». В сентябре 2011 года вновь оказался в «Коммунальнике».
Начиная с сезона 2012 стал выступать в первой лиге за «Сморгонь». Сначала выходил только на замены, но затем сумел закрепиться в основе. В сезоне 2014 был одним из лучших в составе клуба, отыграл 29 матчей из 30 и помог «Сморгони» занять высокое четвёртое место в чемпионате.
В феврале 2015 года подписал контракт с микашевичским «Гранитом», который по результатам сезона 2014 вернулся в высшую лигу. В составе «Гранита» выступал за дубль, в основной команде изредка выходил на замену. В марте 2016 года покинул Микашевичи и присоединился к минскому «Лучу». В 2017 году покинул столичную команду, присоединившись к «Узде».
В начале 2018 года попал в заявку «Крумкачей» на сезон 2018, который команда начала во Второй лиге после того, как не была допущена к участию в Высшей лиге. По итогам сезона Баскаков помог команде выйти в Первую лигу.
В январе 2019 года продлил контракт со столичным клубом. В первой половине сезона преимущественно выходил в стартовом составе, а позднее стал появляться со скамейки запасных. В январе 2020 года покинул клуб.
В феврале 2020 года подписал контракт с пинской «Волной».